# Jakša Petrić
Jakša Petrić (serbisch-kyrillisch Јакша Петрић; * 1. Juli 1922 in Postira, Königreich Jugoslawien; † 1993 in Zagreb, Kroatien) war ein Diplomat und Politiker des Bundes der Kommunisten Jugoslawiens (BdKJ) in der Sozialistischen Föderativen Republik Jugoslawien (SFRJ), der unter anderem 1972 Außenminister sowie zwischen 1984 und 1985 Vorsitzender des Präsidiums der Sozialistischen Republik Kroatien war.

## Leben
Petrić begann nach dem Schulbesuch 1940 ein Studium an der Wirtschaftsakademie in Split. 1941 nahm er am Partisanenkrieg teil, dem sogenannten „Nationalen Befreiungskampf der Völker Jugoslawiens“. 1942 trat er der illegalen Kommunistischen Partei bei und wurde nach Ende des Zweiten Weltkrieges 1945 Sekretär des Bezirkskomitees der Kommunistischen Partei in Split sowie später Sekretär des Komitees für Kinematografie.
Im Anschluss trat Petrić 1949 in den diplomatischen Dienst der Sozialistischen Föderativen Republik Jugoslawien ein und war zunächst Vertreter der SFRJ in der Sozialistischen Volksrepublik Albanien sowie anschließend zwischen 1949 und 1951 Stellvertretender Ständiger Vertreter bei den Vereinten Nationen in New York City sowie zeitweise auch im Sicherheitsrat der Vereinten Nationen. Nach seiner Rückkehr wurde er 1951 Leiter der Sektion für Angloamerika im Außenministerium, danach Gesandter an der Botschaft in Großbritannien sowie im Anschluss Leiter der Asien-Abteilung im Außenministerium. 
1958 wurde Petrić Botschafter in der Tschechoslowakei und verblieb bis 1961 auf diesem Posten. Danach fungierte er zwischen 1961 und 1963 als Leiter der Abteilung für Nordamerika, Südamerika, Großbritannien und die Staaten des Commonwealth of Nations im Außenministerium sowie von 1964 bis 1965 Sekretär für internationale Zusammenarbeit und Beziehungen im Bundesvorstand der Sozialistischen Allianz des werktätigen Volkes Jugoslawiens (Социјалистички савез радног народа Југославије), der größten und einflussreichsten Massenorganisation der SFRJ. Danach war er zwischen 1965 und 1969 Botschafter in der Sozialistischen Republik Rumänien und daraufhin von 1969 bis 1972 Staatssekretär im Bundesministerium für Auswärtige Angelegenheiten.
Nach der Amtsenthebung von Mirko Tepavac wurde Petrić am 1. November 1972 kommissarischer Bundesminister für Auswärtige Angelegenheiten (Савезни секретар за иностране послове) und übte dieses Amt bis zu seiner Ablösung durch Miloš Minić am 15. Dezember 1972 aus. Anschließend war er von 1972 bis 1974 Stellvertretender Bundesminister für Auswärtige Angelegenheiten sowie zwischen 1974 und 1978 Ständiger Vertreter bei der Vereinten Nationen in New York City.
1978 wurde Petrić Mitglied des Präsidiums der Sozialistischen Republik Kroatien. Am 10. Mai 1984 wurde er als Nachfolger von Milutin Baltić Vorsitzender des Präsidiums der Sozialistischen Republik Kroatien und damit Staatspräsident der Teilrepublik Kroatien. Er bekleidete dieses Amt bis zu seiner turnusgemäßen Ablösung durch Pero Car am 10. Mai 1985.